# Lion-en-Beauce
Lion-en-Beauce è un comune francese di 130 abitanti situato nel dipartimento del Loiret nella regione del Centro-Valle della Loira.

## Società

### Evoluzione demografica
Abitanti censiti